# Gerhard von Stökken
Gerhard von Stökken (* 8. November oder am 28. November oder 28. Dezember 1629 in Kopenhagen; † 6. Oktober 1681 in Straßburg) war ein deutscher Professor der Rechte.

## Leben und Wirken
Gerhard von Stökken war ein Sohn des Rendsburger Zollverwalters und Ratsherren Hinrich von Stöcken († 1. August 1643) und dessen Ehefrau Abel, geborene Gude (* 7. September 1607; † 8. September 1664), deren Vater der Rendsburger Bürgermeister Claus Gude war. Bei einem Einmarsch kaiserlicher Truppen in die Herzogtümer flohen die Eltern nach Dänemark, wo er zur Welt kam. Er verbrachte die Kindheit in Rendsburg, ging dort zur Schule und besuchte anschließend ein Gymnasium in Lüneburg. Offensichtlich vor 1650 begann er ein Jurastudium an der Universität Helmstedt, wechselte im Sommer 1650 nach Leipzig und besuchte Vorlesungen von Benedikt Carpzov.
Nach dem Studium übernahm von Stökken 1653 oder 1654 die Stelle seines früh verstorbenen Bruders Nikolai als Hauslehrer bei Ida von Rumohr bei Kappeln und reiste mit deren Sohn Cai (1635–1714).  1655 lebten beide in Helmstedt. Im März 1656 schrieben sich beide an der Universität Altdorf ein. Im Sommer 1656 hielt sich von Stökken erneut in Helmstedt auf. 1658 promovierte er sich in Altdorf zum Dr. jur. Im September 1658 lebte er erneut in Rendsburg und zog vermutlich wenig später in die Niederlande, in denen sich Cai von Rumohr im Oktober 1658 an der Universität Leiden immatrikulierte. Danach arbeitete er vermutlich als Hofmeister in England und Frankreich und schrieb sich 1662 an der Universität Padua ein.
Von Stökken wollte anschließend vermutlich nach Italien reisen und immatrikulierte sich im April 1662 an der Universität Straßburg. In den Jahren danach unternahm er als Hofmeister Reisen „mit etlichen vornehmen Studiosis“ aus Hamburg, die Söhne Patriziern gewesen sein dürften. 1665 hielt er sich in Straßburg auf und folgte einem Ruf auf einen juristischen Lehrstuhl der Universität, der eine Pfründe des Domherren der Thomaskirche war. Er hatte die Professur 15 Jahre inne und unterrichtete währenddessen anfangs die Institutionen, danach die Pandekten und übernahm drei Mal das Amt des Rektoren der Universität. Sein Bruder Heinrich von Stöcken setzte sich dafür ein, dass er im März 1681 einen Ruf in das Geheime Conseil von Christian V. erhielt, dem er jedoch nicht nachkam.
Von Stökken war nie eine wichtige Person seines Fachgebiets, aber offensichtlich ein beliebter Lehrer, der zahlreiche Adlige unterrichtete.

## Werke
Von Stökken beschäftigte sich mit mehreren Dissertationen zum Staats- und Zivilrecht und deren Verteidigung durch seine Studenten. Als Hofmeister und Jugendlicher schrieb er zwei größere Werke. Er erstellte eine thematisch gegliederte Selektion der „Historiae sui temporis“ von Jaques Auguste de Thou und eine vergleichbare Arbeit über die alte Geschichte, die den Titel „Amoenitates historicae“ trug.

## Familie
Von Stökken heiratete am 31. Mai 1666 in Straßburg Anna Margareta Kamm (* 6. Dezember 1649; † 10. Februar 1670). Ihr Vater war ein Straßburger Metzgermeister. Aus dieser Ehe stammte ein Sohn, der 1679 starb. Am 5. Oktober 1671 heiratete von Stökken in zweiter Ehe Elisabeth Koob, die 1681 noch lebte und die eine Witwe des Straßburger Kaufmanns Tobias Städel war. Aus dieser Ehe stammte ein 1672 geborener Sohn und eine 1676 geborene Tochter.